# 千岛管巢蛛
千岛管巢蛛（学名：Clubiona kurilensis）为管巢蛛科管巢蛛属的动物。分布于日本、朝鲜、俄罗斯以及中国大陆的江苏、浙江、湖南、湖北、四川、山东、陕西、北京等地，多见于茶园、果园以及农田。该物种的模式产地在日本。